# Judy Vernon
Judy Vernon (eigentlich Judith Ann Vernon, geb. Toeneboehn; * 22. September 1945 in St. Louis, Vereinigte Staaten) ist eine ehemalige britische Hürdenläuferin, die wegen ihrer Sprintstärke auch in der 4-mal-100-Meter-Staffel eingesetzt wurde.
Bei den Olympischen Spielen 1972 in München schied sie über 100 m Hürden im Vorlauf aus und wurde in der 4-mal-100-Meter-Staffel Siebte.
1974 siegte sie bei den British Commonwealth Games in Christchurch über 100 m Hürden und gewann Silber mit der englischen 4-mal-100-Meter-Stafette. Bei den Leichtathletik-Halleneuropameisterschaften in Göteborg wurde sie Vierte über 60 m Hürden, und bei den Leichtathletik-Europameisterschaften in Rom erreichte sie über 100 m Hürden das Halbfinale.
1973 wurde sie Englische Meisterin über 100 m Hürden und 1973 sowie 1974 Englische Hallenmeisterin über 60 m Hürden.

## Persönliche Bestleistungen
- 100 m: 11,8 s, 1972
- 60 m Hürden (Halle): 8,23 s, 9. März 1974, Göteborg (handgestoppt: 8,2 s, 23. Februar 1974, Cosford)
- 100 m Hürden: 13,0 s, 29. Juni 1974, Warschau
- 400 m Hürden: 59,87 s, 14. September 1973, London